# Breitspurbahn

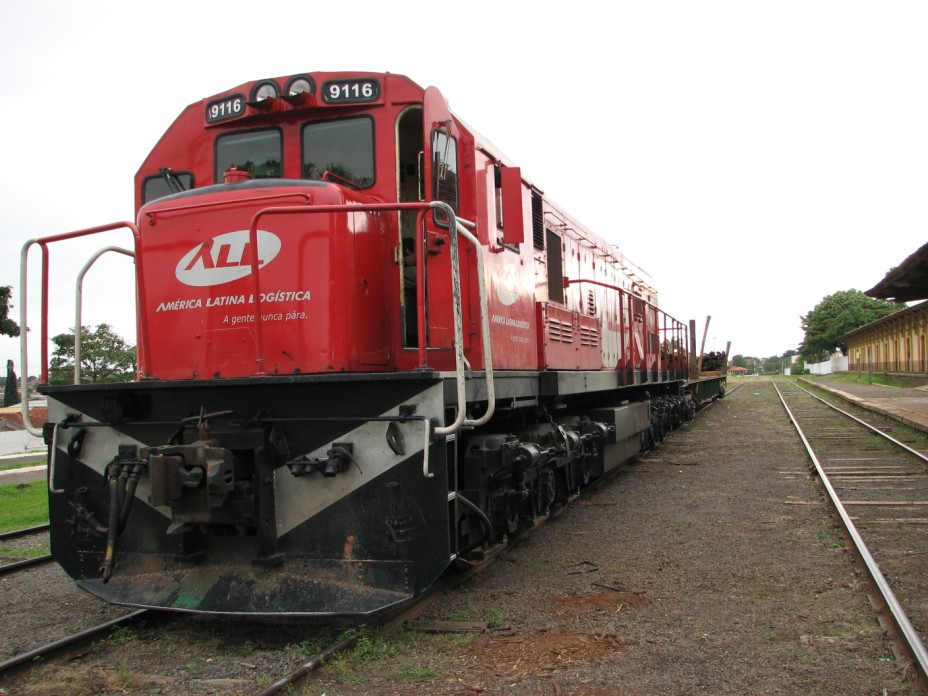
GE U26C der brasilianischen ALL mit 1600-mm-Spurweite

Eine Breitspurbahn ist eine Eisenbahn mit einer Spurweite, die größer ist als die 1435 Millimeter der in Europa, Nordamerika und der Volksrepublik China üblichen Normalspur.

## Geschichte
Die unterschiedlichen Spurweiten entstanden in der Anfangszeit der Eisenbahnen, als es nur wenige zusammenhängende Netze gab oder noch keine Standardisierung erfolgte. Der Trend zu zwischen verschiedenen Netzen durchlaufenden Zügen hat in vielen Fällen dafür gesorgt, die Spurweiten anzugleichen. In einigen Fällen spielen oder spielten aber auch geostrategische Aspekte eine Rolle, um an abweichenden Spurweiten festzuhalten. So sollte der durch verschiedene Spurweiten erschwerte Übergang zwischen den Eisenbahnnetzen ihre Nutzung als Mittel der schnellen militärischen Invasion behindern. Die Spurweite und das Lichtraumprofil einer Eisenbahn beeinflussen Transportleistung und Wirtschaftlichkeit sowie Aufwand und Kosten für den Bau der Bahntrasse.

## Vorteile und Nachteile
Die großen Fahrzeughersteller können inzwischen Bahnfahrzeuge für jede geforderte Spurweite, jedes Lichtraumprofil und alle länderspezifischen Zusatzanforderungen liefern. Dabei kommt zunehmend das Baukastenprinzip zum Einsatz: Die Fahrzeuge werden aus relativ frei wählbaren Komponenten zusammengestellt.
Verkehrsbeziehungen über Netzgrenzen hinweg werden erheblich erschwert, wenn ein Spurweitenwechsel den Wagendurchlauf verhindert. Reisezüge können in besonders ausgestatteten Grenzbahnhöfen umgespurt werden, diese Möglichkeit wird insbesondere im Verkehr zwischen Frankreich und Spanien sowie zwischen Mitteleuropa und dem Netz der Breitspur in den Nachfolgestaaten der Sowjetunion genutzt. Im Güterverkehr wird an den Spurweitengrenzen in der Regel umgeladen.
Der isolierte Betrieb eines Netzes mit abweichender Spurweite ermöglicht relativ einfach das Durchsetzen von technischen Änderungen, ohne sich mit den Betreibern anderer Netze abstimmen zu müssen. Auf diese Weise entstanden die im Vergleich mit dem europäischen Normalspurnetz großen Lichtraumprofile der Breitspurnetze in Indien, der Sowjetunion und Finnland. Technisch sind die Abhängigkeiten zwischen Spurweite und Fahrzeugumgrenzung jedoch relativ gering, gut an den normalspurigen Fahrzeugen in den USA und als Extremfall bei den Kraftfahrzeugtransportzügen »Eurotunnel Le Shuttle« zu sehen.
Eine größere Spurweite der Fahrzeuge bietet im Allgemeinen bessere Laufeigenschaften des Zuges und belastungsfähigere Gleise bei schlechtem Untergrund. Generell können höhere Geschwindigkeiten gefahren werden.
Der bedeutendste Nachteil der Breitspur ist die erschwerte oder aufwendigere Streckenführung in unwegsamem Terrain, insbesondere im Bergland, da größere Bogenradien beziehungsweise „flachere“ Bögen erforderlich sind, um ein Entgleisen der Fahrzeuge bei höherer Geschwindigkeit oder auf Weichen zu vermeiden. Eine sekundäre Folge davon sind wiederum deutlich höhere Kosten.
Bei dieser Vorteil-/Nachteils-Bilanz muss noch in Betracht gezogen werden, dass die Spurweiten der bedeutenden, heute noch existierenden Breitspurnetze nur relativ geringfügig um 6 % bis 17 % (85 bis 240 Millimeter Unterschied) vom Normalspurmaß abweichen. Übliche Schmalspurstrecken weichen in der Regel in weit größerem Maß von der Normalspur ab. Die sehr weit verbreiteten Meter- und Kapspur-Gleise sind etwa 400 Millimeter (und gegenüber den Breitspuren bis über 600 Millimeter) schmaler. Vor- und Nachteile der Breitspur müssen daher eher gegenüber den Schmalspuren als gegenüber der Normalspur diskutiert werden.

## Verbreitung
Breitspurige Eisenbahnnetze gibt es in Europa in Irland (1600 Millimeter), Spanien und Portugal (iberische Spur mit 1668 Millimeter) sowie vor allem in den Nachfolgestaaten der Sowjetunion und in Finnland (Russische Breitspur mit 1520 bis 1524 Millimeter).
Auf den übrigen Kontinenten gibt es ausgedehnte Breitspurnetze mit einer Spurweite von 1676 Millimetern in Indien (54 000 Kilometer Streckenlänge), in Argentinien (26 500 Kilometer) und in Chile (3400 Kilometer). Weitere Breitspurbahnen mit einer Spurweite von 1600 Millimetern existieren in Brasilien (5600 Kilometer) und in Australien (2700 Kilometer).
In einigen Fällen sind auch Straßenbahnnetze breitspurig angelegt worden, entweder weil man – wie beispielsweise in Russland – die Spurweite des Eisenbahnnetzes übernahm oder um die Mitbenutzung durch fremde Unternehmen von vornherein zu unterbinden. Letzteres geschah mehrfach in Nordamerika. Beispielsweise wählte man in New Orleans eine Spurweite von 1587 Millimetern und in Toronto eine von 1495 Millimetern.

### Breitspur in Deutschland
In Deutschland gibt es die Breitspurbahn in Oberweißbach (Standseilbahn mit 1800-Millimeter-Spurweite) und seit 1986 die zur Zeit der DDR erbaute Umspuranlage von Normalspur auf russische Breitspur im damals neu errichteten Fährhafen Mukran auf der Ostseeinsel Rügen. Die Umspuranlage dient der Beladung der Eisenbahnfährschiffe auf der Fährlinie von Mukran ins litauische Klaipėda.
Formal „breitspurig“, jedoch nur geringfügig von der Normalspur abweichend, haben die Leipziger Straßenbahn eine Spurweite von 1458 Millimetern und die Dresdner Straßenbahn eine von 1450 Millimetern.
Diese Breitspurnetze entstanden durch fehlerhafte Umrechnungen von Maßangaben während der Bauzeit.

### Russische Breitspur

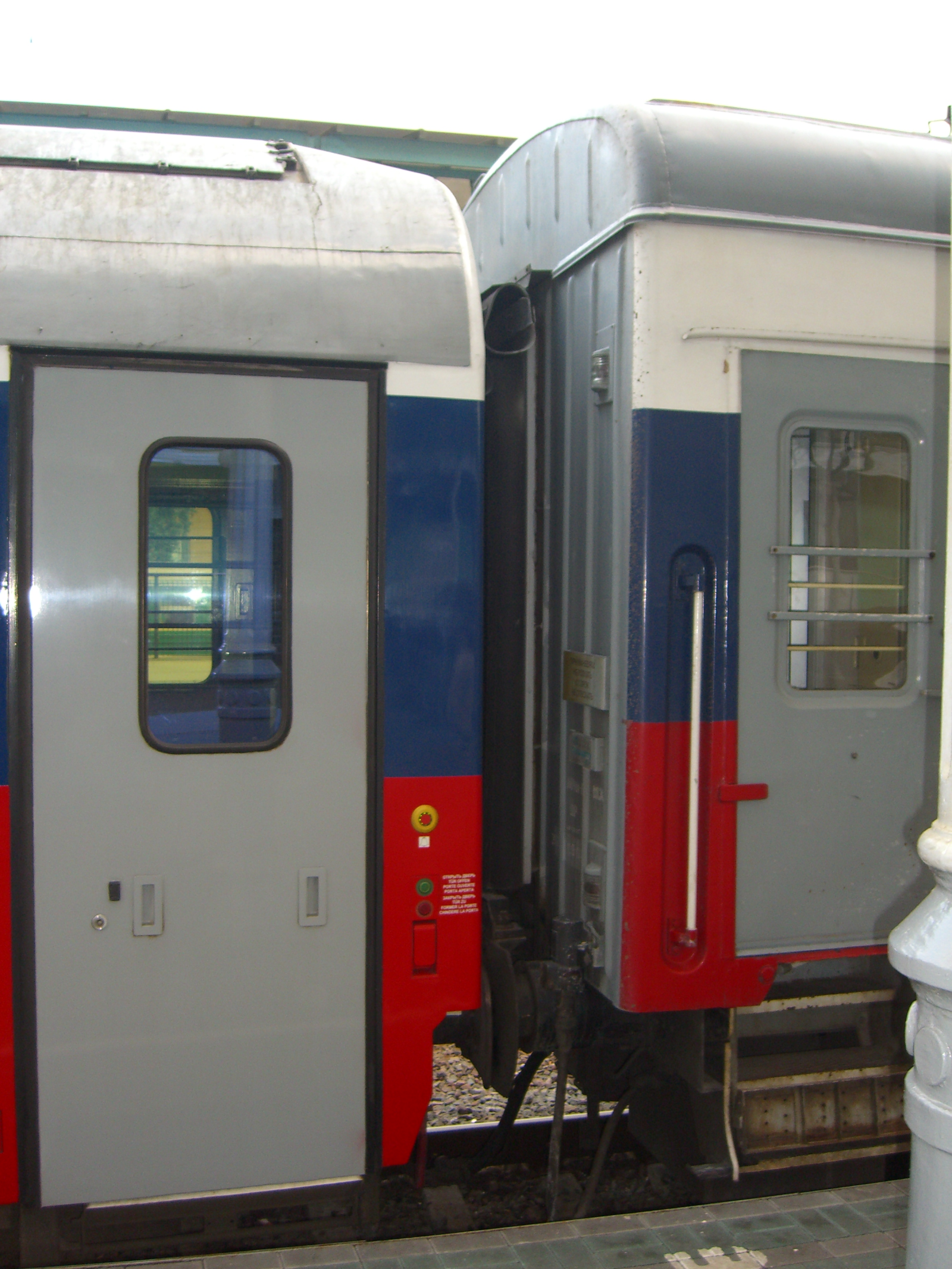
Kupplung eines RIC- und eines russischen Weitstreckenwagens: Beide sind umspurfähig.

Im Kaiserreich Russland setzte sich als Standard die Russische Breitspur von Fünf-Fuß des britischen Längenmaßes durch, was 1524 mm entspricht. Das wurde auch von den meisten Nachfolgestaaten übernommen. 1970 wurde das Nennmaß der Russischen Breitspur in der Sowjetunion zur Verbesserung des Verschleißverhaltens ohne Veränderung der übrigen Maße für Radsätze und Gleis auf das noch heute geltende Nennmaß von 1520 mm verringert.

### Irische Breitspur
Die Spurweite 1600 mm ist auf der gesamten Insel Irland Standard. In den australischen Bundesstaaten Victoria und South Australia gibt es ein Nebeneinander von Normalspur und irischer Breitspur.

### Iberische Breitspur
Ursprünglich wurden die Hauptbahnen in Spanien mit einer Spurweite von zwei kastilischen Vara (gleich sechs kastilischen Fuß) errichtet, in Portugal mit fünf portugiesischen Fuß. Durch Mittelung zwischen diesen beiden Maßen von umgerechnet 1672 mm in Spanien und 1665 mm in Portugal entstand, um den Wagenübergang zu erleichtern, die iberische Breitspur von 1668 mm.

#### Übergang zum Normalspurnetz
Ein durchgehender Zugverkehr zwischen Breit- und dem Normalspurnetz war zunächst nicht möglich. Trotz des Spurweitenunterschiedes waren jedoch die technischen Unterschiede zwischen den europäischen Regel- und den russischen sowie iberischen Breitspurfahrzeugen um 1900 gering. Abgesehen von der Spurweite richteten sich auch die europäischen Breitspurbahnbetriebe weitgehend nach den Regeln der Technischen Einheit im Eisenbahnwesen, insbesondere bei Bauart und Anordnung der Zug- und Stoßvorrichtung der Fahrzeuge. Die durchgehende, indirekt wirkende Druckluftbremse wurde ebenfalls nach einheitlichen Grundsätzen eingeführt. Das Lichtraumprofil wich ebenfalls nicht wesentlich ab. Damit bestanden deutlich bessere Voraussetzungen für einen Fahrzeugübergang als zu Schmalspurnetzen. Entscheidend war, Radsätze der jeweils anderen Spurweite einbauen zu können. Innenrahmen müssen schmal genug für Regel- und Außenrahmen breit genug für Breitspurradsätze sein. Zudem müssen die Klotzbremsen umstellbar sein. Insbesondere bei Reisezugwagen erwies es sich als vorteilhaft, die Drehgestelle im Ganzen zu wechseln.

#### Spurumstellung in Spanien

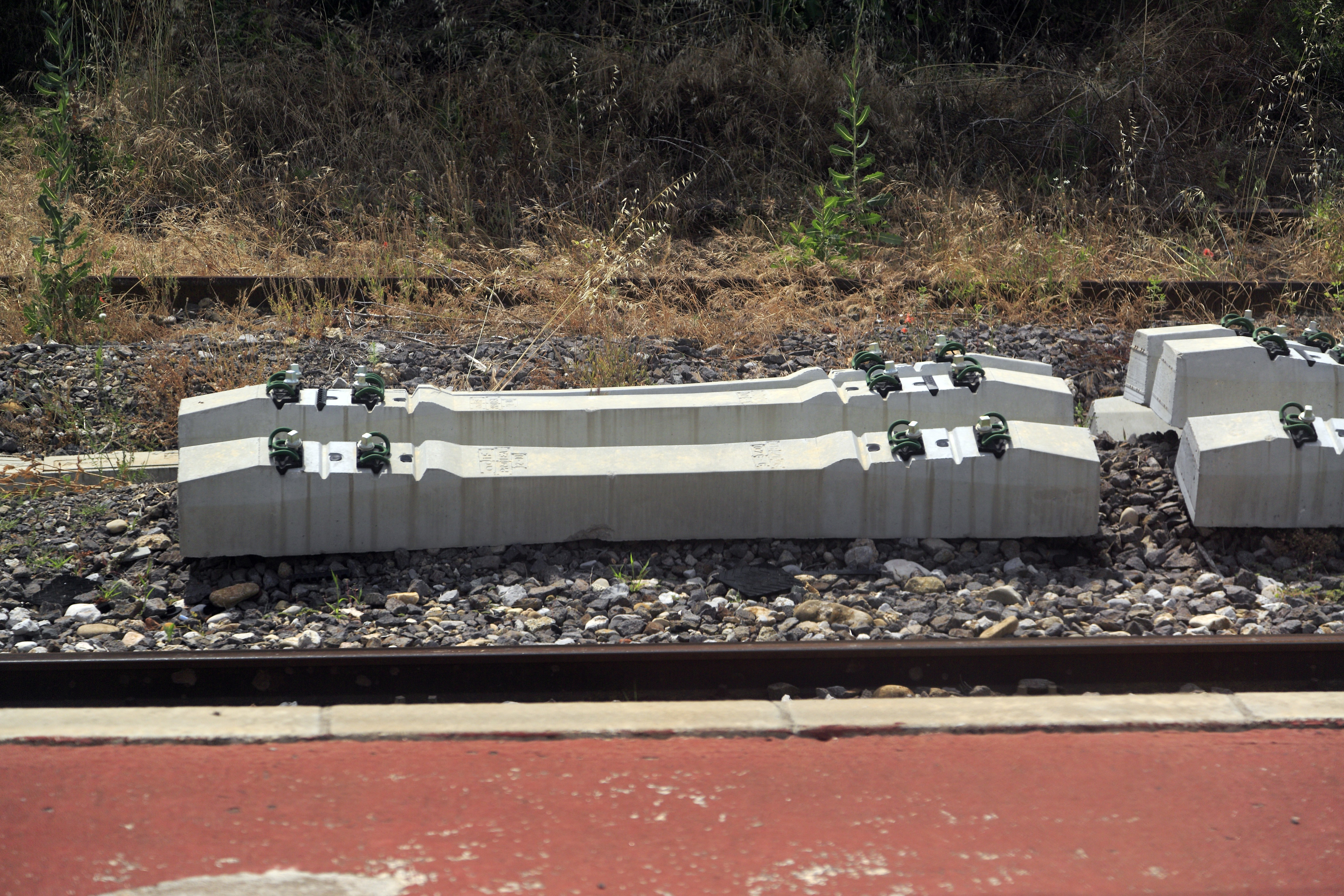
Umspurbare W-Betonschwellen in Spanien, vormontiert in Breitspurstellung

In Spanien werden seit 1992 Schnellfahrstrecken in europäischer Normalspur (1435 mm) neu gebaut (für eine aktuelle Liste siehe Alta Velocidad Española). An Übergangsbahnhöfen wurden Umspureinrichtungen für die Systeme CAF und Talgo installiert.
Mehr als 75 % der Bahnstrecken in Spanien sind weiterhin in Breitspur. Im gebirgigen Norden bestehen Schmalspurbahnen.
Die spanische Regierung hatte ein Gutachten in Auftrag gegeben, das Kosten und Nutzen einer landesweiten Spurweitenumstellung von derzeit 1668 Millimeter auf die europäische Normalspur (1435 Millimeter) ermitteln soll. Die Zeitung El País schätzte 2007, dass die Umstellung des gesamten 12 000 Kilometer langen spanischen Eisenbahnnetzes bis etwa 2020 gedauert hätte. Dies wurde aus finanziellen Gründen nicht durchgeführt. Allerdings werden bei Gleisumbauten im Breitspurnetz seit einigen Jahren in der Regel umspurbare und Dreischienengleisschwellen eingebaut, wodurch eine langfristige Umstellung vorbereitet wird.

#### Spurumstellung in Portugal
Zwei weitere in Spanien und Portugal geplante Schnellfahrstrecken sind ebenfalls in europäischer Normalspur geplant, für beide Projekte wurde 2012 von Portugal beschlossen, sie nicht weiter zu verfolgen. 2021 wurden die Planungen wieder aufgenommen.
- Schnellfahrstrecke Lissabon–Madrid
- Schnellfahrstrecke Lissabon–Porto

### Indische Breitspur
Die „indische Breitspur“ oder „Kolonialspur“ genannte Spurweite von 1676 Millimetern wird hauptsächlich auf dem indischen Subkontinent sowie in Argentinien und Chile verwendet.

## Ehemalige Breitspurbahnen

### Großbritannien

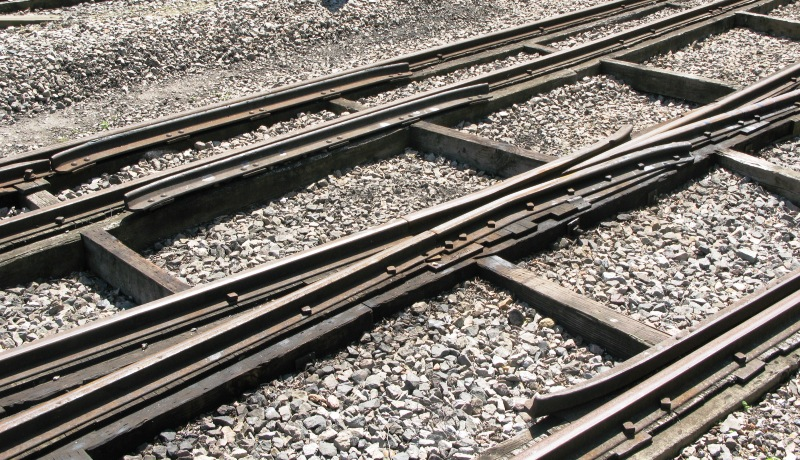
Oben: Dreischienengleis mit Normalspur und Brunelscher Breitspur;
unten: Zweiggleis nach einer Weiche im Normalspurgleis

Das von Isambard Kingdom Brunel 1838 eingeführte Breitspur-Maß von 7 Fuß ¼ Zoll (2140  Millimeter) wurde bei der ebenfalls von Brunel geschaffenen Great Western Railway in Großbritannien benutzt. Nach Brunels Entwurf war es auf hölzernen Langschwellen („Baulk“-Bauweise) verlegt und mit Querstangen als Spurhalter versehen.

### Vereinigte Staaten
Mit dem Beginn des Eisenbahnbaus in der ersten Hälfte des 19. Jahrhunderts entstand in den Südstaaten der USA ein zusammenhängendes Netz mit der Spurweite von fünf englischen Fuß, in den Nordstaaten nutzte man dagegen einerseits die Normalspur und andererseits bei der Erie Railroad und angeschlossenen Bahngesellschaften eine Spurweite von sechs englischen Fuß (1829 Millimeter). Spätestens nach dem Sezessionskrieg zeigte sich allerdings, dass ein Eisenbahnnetz mit einheitlicher Spurweite für die Entwicklung des Landes unverzichtbar war. Dieses einheitliche Maß sollte die Normalspur werden, doch aufgrund des Einspruches der Pennsylvania Railroad (seinerzeit die größte Bahngesellschaft der Welt), die eine wenig größere Spurweite verwendete, spurte man das Breitspurnetz nach längerer Vorbereitung am 31. Mai 1886 auf das später »Vermittlungsspur« genannte Maß der Pennsylvania Railroad von 1448 Millimetern (4 3⁄4 englische Fuß) um. Zwischen diesem und dem Normalspurnetz war mit angepassten Radsätzen ein Fahrzeugübergang möglich, wenn auch mit Einschränkungen beim Verschleißverhalten insbesondere in Weichen und Kreuzungen sowie bei Laufruhe und Fahrkomfort. In den 1920er Jahren wurden die Anlagen schließlich endgültig auf das Normalspurmaß gebracht.
Zahlreiche Straßenbahnen und Überlandstraßenbahnen (Interurban) in den Vereinigten Staaten wurden in verschiedenen Breitspurweiten gebaut. In Pittsburgh, zahlreichen weiteren Städten in Pennsylvania sowie in Cincinnati wurde eine Spurweite von 1588 mm genutzt, die daher als Pennsylvania Trolley Gauge bekannt wurde und bis heute von der Stadtbahn Pittsburgh genutzt wird. In Philadelphia wurde hingegen teilweise eine Spurweite von 1581 mm gewählt, die weiterhin bei der Southeastern Pennsylvania Transportation Authority (SEPTA) in Gebrauch ist. In Baltimore war wiederum eine Spurweite von 1638 mm in Verwendung, in Louisville 1524 mm.
Die Bay-Area-Rapid-Transit-Strecken in der San Francisco Bay Area wurden ab den 1960er Jahren mit der in den Vereinigten Staaten ansonsten nicht mehr verwendeten Indischen Breitspur von 1676 mm errichtet. Im 19. Jahrhundert bestanden noch mehrere in dieser Spurweite ausgeführte Strecken, die jedoch sukzessive alle auf Normalspur umgestellt wurden.

### Badische Staatseisenbahnen
Im Großherzogtum Baden betrieben die Badischen Staatseisenbahnen insbesondere ab 1840 im Oberrheintal von Mannheim über Heidelberg und Offenburg nach Basel ein Breitspurnetz mit der Spurweite von 1600 mm, das wegen der Einzelstellung in Deutschland 1855 auf Normalspur umgebaut wurde.

### Niederlande
Die ersten Eisenbahnstrecken in den Niederlanden (Amsterdam–Rotterdam und Amsterdam–Utrecht–Arnhem) wurden zwischen 1839 und 1847 mit einer Spurweite von 1945 Millimetern angelegt und später (bis 1866) auf Normalspur umgestellt.

### Ilha do Faial
Auf der Azoreninsel Ilha do Faial existieren noch Reste einer Breitspurbahn in der Spurweite 2134 Millimeter (sieben englische Fuß) sowie zwei Dampflokomotiven dieser Spur. Ein kurzer touristischer Betrieb wird gelegentlich diskutiert.

## Nicht realisierte Breitspurbahnen

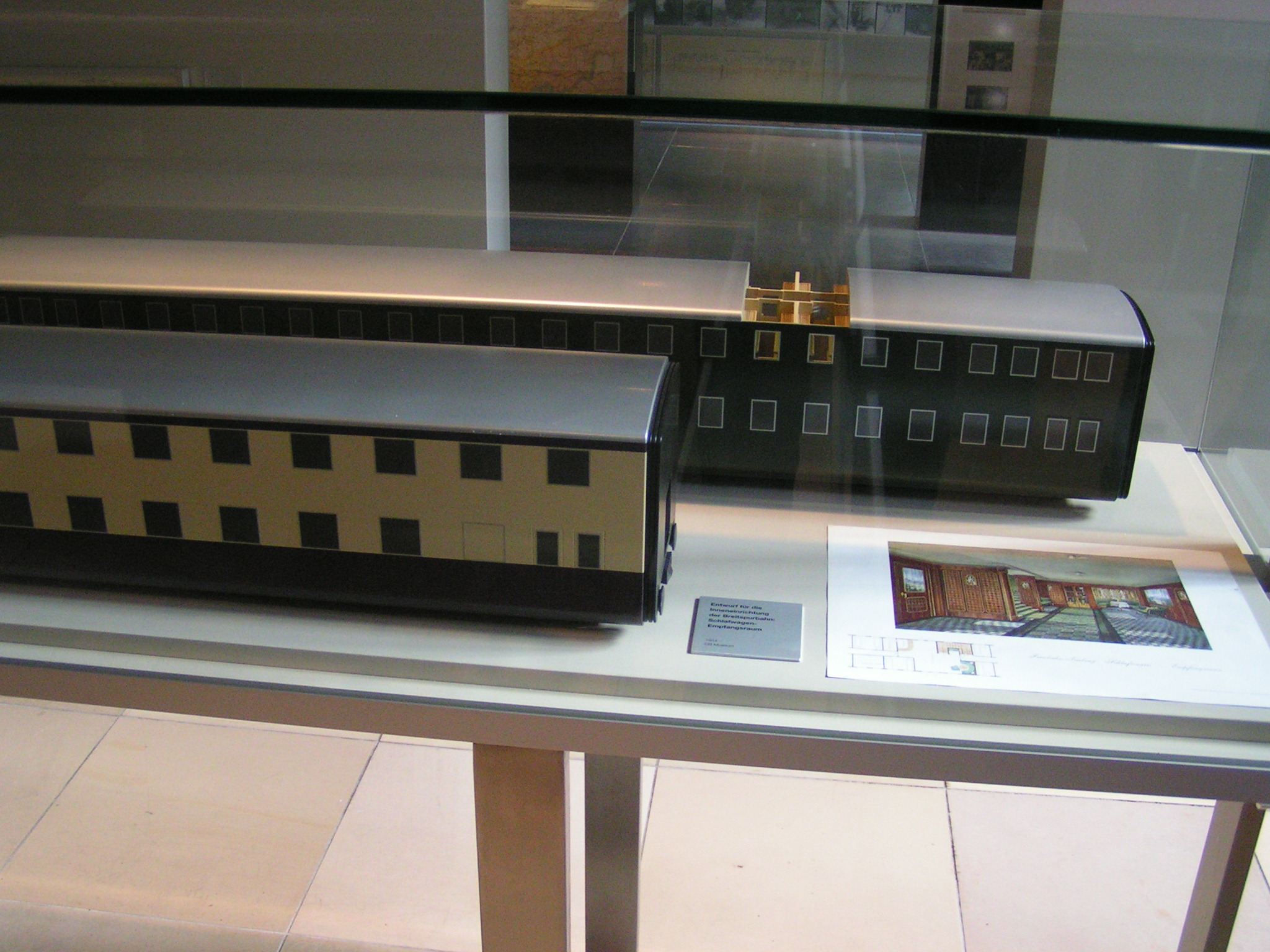
Modelle eines Schlafwagens und eines Transportwagens für „Ostarbeiter“ der von Hitler geplanten Breitspurbahn im DB-Museum Nürnberg

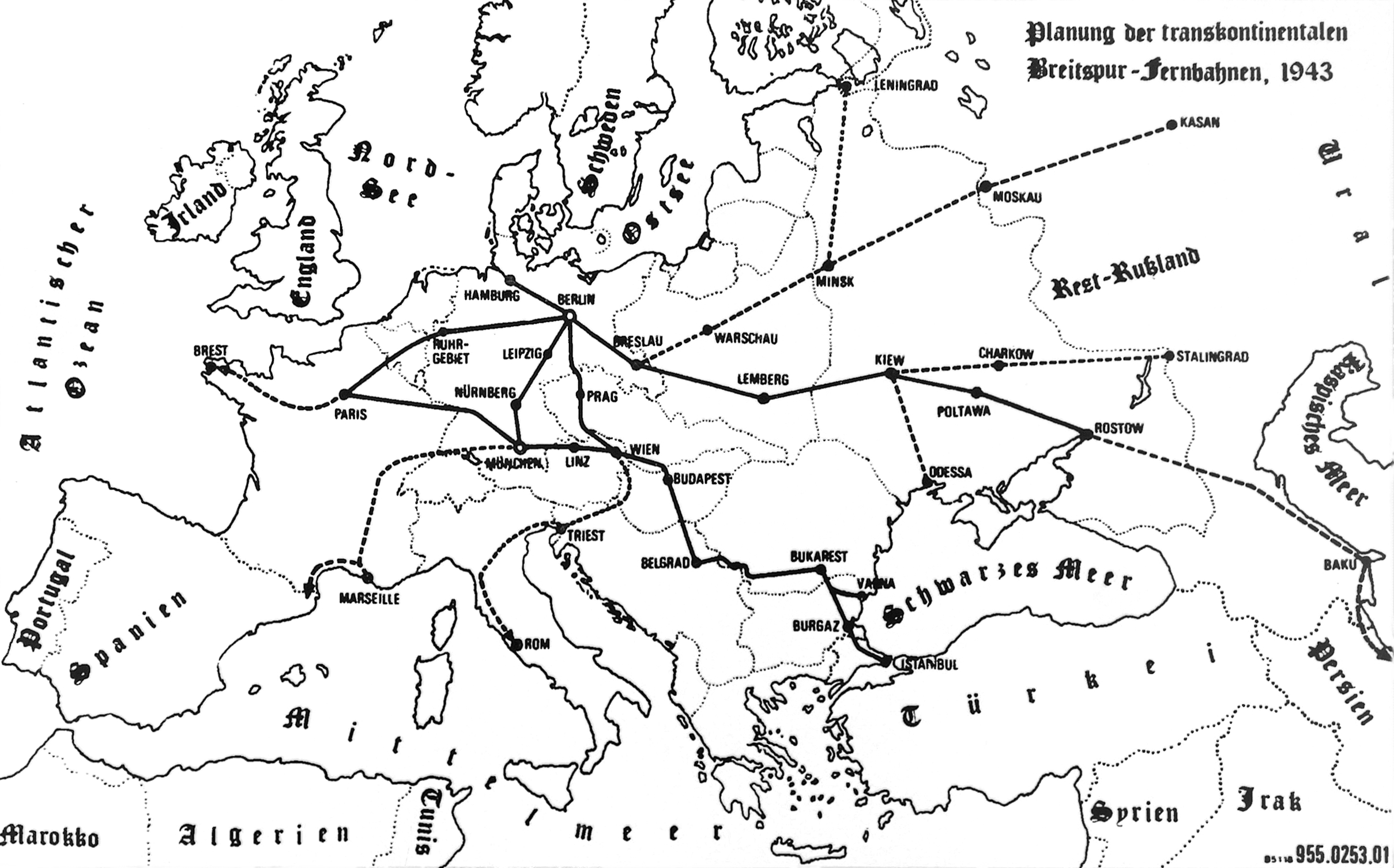
Streckenplanung von Hitlers Breitspurbahn 1943 (kein zeitgenössisch authentischer Plan)

In der Zeit des Nationalsozialismus wurden Pläne für eine Breitspurbahn mit einer Spurweite von 3000 Millimetern angelegt. Sie sollte zusätzlich neben den Normalspurstrecken Berlin mit München, Hamburg und Linz verbinden, vor allem aber zur Erschließung des neu eroberten „Lebensraums im Osten“ beitragen. Die Strecke dazu sollte bis Rostow am Don führen. Das Projekt gelangte niemals zur Verwirklichung.